# حوزه انتخابیه بیست‌ونهم کالیفرنیا
حوزه انتخابیه بیست‌ونهم کالیفرنیا یک حوزه انتخابیه مجلس نمایندگان آمریکا است که در ایالت کالیفرنیا قرار دارد.